# Pedro Pedrazzini
Pedro Pedrazzini (Roveredo, 11 novembre 1953) è uno scultore svizzero-italiano.

## Biografia
Terminate le scuole dell'obbligo, è apprendista presso l'atelier dello scultore Giovanni Genucchi di Castro, proseguendo nel contempo gli studi a Lucerna. Nel 1974-1975 si trasferisce a Londra proseguendo gli studi nell'arte della pittura. Rientrato a Locarno, nel 1975 diviene assistente nell'atelier dello scultore Remo Rossi. Dal 1976 al 1980 frequenta l'Accademia di Belle Arti, prima a Firenze, poi a Milano, dove ottiene il diploma in scultura nel 1981.

### Le opere pubbliche
- 1991 Frick - Sei grandi rilievi, Stahlton AG;
- 1995 Giumaglio, Chiesa parrocchiale - Altare, marmo di Peccia;
- 1995 Lavertezzo, Chiesa di Montedato - Arredo sacro, bronzo, pietra e mosaico;
- 1996 Manno-Suglio, Centro UBS, atrio - Gruppo, bronzo;
- 1997 Tenero, Centro Giardinaggio Suter - Tre figure, bronzo;
- 1998 Locarno, Liceo Cantonale, - Angelo, bronzo;
- 1999 Minusio-Mappo - L'incontro, bronzo;
- 2000 Val Bavona, Sabbione, Madonna;
- 2001 Locarno, Città Vecchia,  piazzale della Farmacia Lafranchi, - Gruppo, bronzo;
- 2002 Unterägeri ZG, Universum, bronzo;
- 2002 Campo, Mosaici per due cappelle della Via Crucis;
- 2002 Vogorno, Cappella, - Cristo, mosaico;
- 2003 Muralto, Residenza Al Parco, piscina - Mosaico;
- 2003 Airolo, Passo del San Gottardo, Bicentenario del Cantone Ticino nella Confederazione- Il viandante, bronzo;
- 2007 Sonogno, chiesa parrocchiale - Altare, bronzo;
- 2008 Burgdorf - Gruppo, bronzo;
- 2009 Ascona, piazza San Pietro, - Incontro, bronzo.